# Youtuber

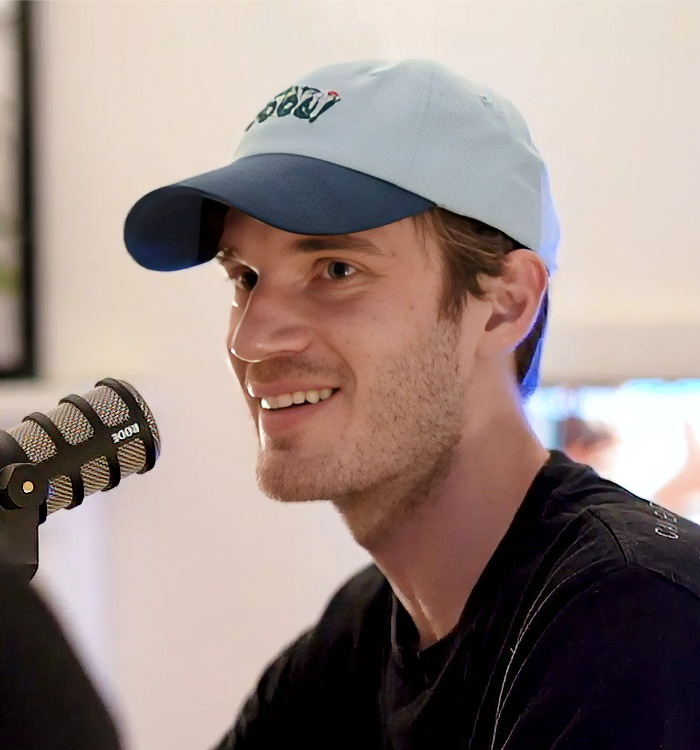
Youtuber PewDiePie

Youtuber (wym. jutuber, rzadziej jutiuber) – osoba zajmująca się tworzeniem i umieszczaniem produkcji audiowizualnych w serwisie internetowym YouTube.
Jest to także określenie nowego zawodu związanego z mediami społecznościowymi, o ile działalność w tej formie wykracza poza ramy rozrywki. Wynagrodzenie stanowią przychody z reklam, najczęściej poprzez serwis Google AdSense lub z promowania produktów i usług w ramach publikowanych treści.

## Etymologia
Nazwa youtuber odnosi się do osoby, której główną lub jedyną platformą są kanały w serwisie YouTube.

## Historia
Pierwszy kanał utworzony w serwisie YouTube nazywa się jawed. Został utworzony 23 kwietnia 2005 według PDT (24 kwietnia 2005 według UTC) przez współzałożyciela YouTube, Jaweda Karima. Tego samego dnia opublikował na YouTube pierwszy film wideo, krótki klip blogowy zatytułowany Me at the zoo.

## Wpływ
Kilku popularnych youtuberów, takich jak Zoella czy PewDiePie oraz ich wpływy, było przedmiotem badań naukowych. Ze względu na ten poziom wpływu Robert Hovden opowiadał się za stworzeniem nowego wskaźnika, podobnego do wskaźnika Hirscha, w celu oceny wyników i wpływu na YouTube.